# S/2004 S 3
S/2004 S 3 je prozatímní označení objektu obíhajícího kolem Saturnu, těsně za vnější částí F prstence. Objev byl oznámen v září roku 2004 na základě pozorování z června 2004 týmem Cassini Imaging Science Team. Data pořídila Sonda Cassini.
I přes několik pokusů nebyl objekt zatím dosud znovu spatřen. Pozorovací sekvence z listopadu roku 2004 objekt znovu nenalezla. To naznačuje, že se jednalo o dočasný chomáč materiálu, který po čase zmizel.
Další objekt S/2004 S 4 byl spatřen o 5 hodin později v blízkosti S/2004 S 3, ale tentokrát uvnitř F prstence. Vzhledem k rozdílným místům objevu dostaly oba objekty rozdílné označení. Je však možné i to vysvětlení, že se jedná o tentýž objekt, který změnil oběžnou dráhu. Objekt také může obíhat ve trochu jiném sklonu než F prstenec, takže ve skutečnosti nedochází k průchodu objektu prstencem, přestože byl objekt pozorován jak radiálně vstupuje do prstence a zase z něj vystupuje.
V případě, že objekt opravdu existuje by se jednalo o měsíc o velikosti 3-5 kilometrů a mohlo by jít o pastýřský měsíc ve vnějším okraji Saturnova F prstence.